# 蘇鳴崗

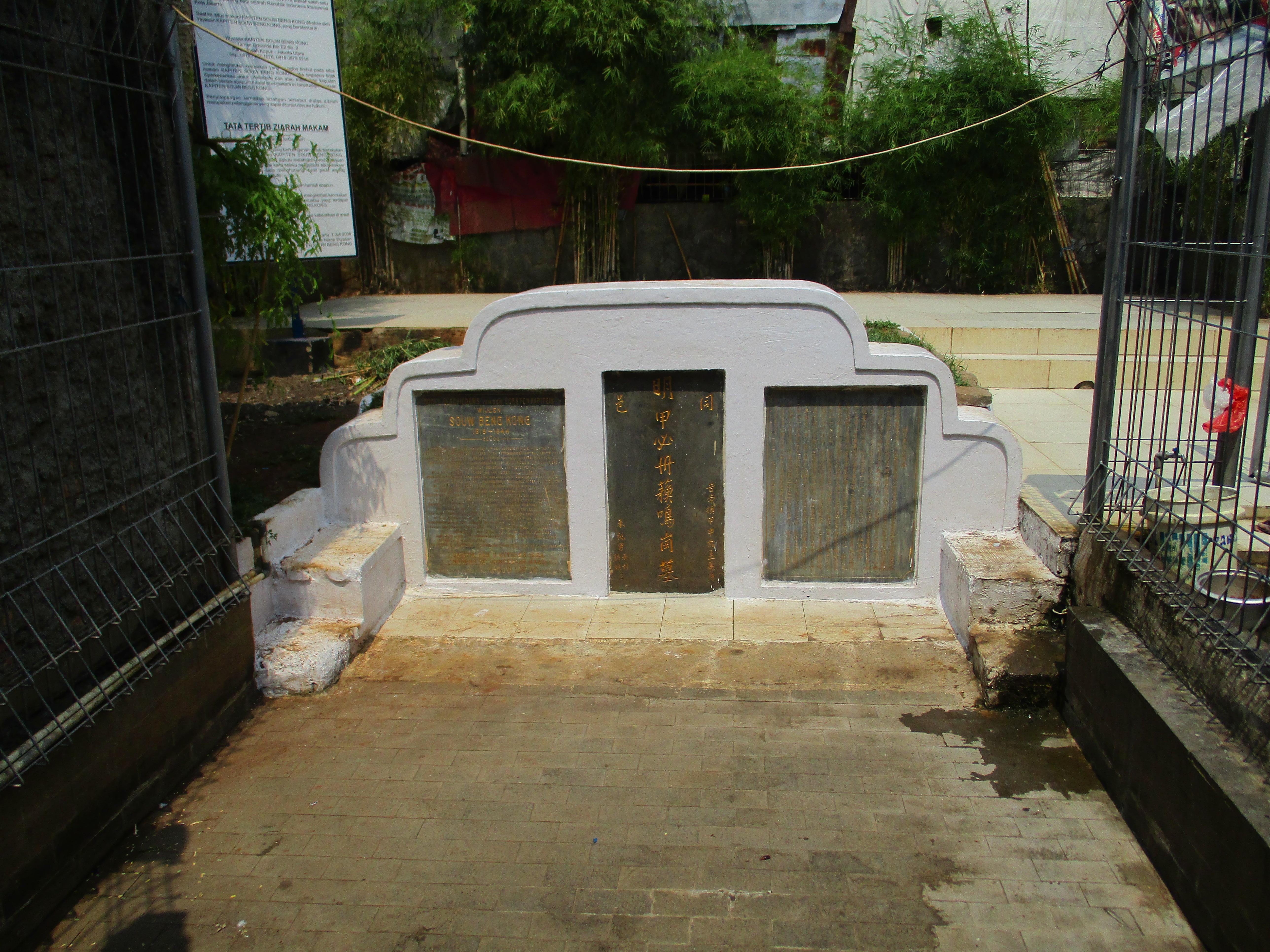
位在雅加達的蘇鳴崗墓，攝於2019年。

蘇鳴崗（1580年—1644年4月8日），出身福建廈門同安，曾任萬丹甲必丹及巴達維亞首任華人甲必丹。

## 生平
蘇鳴崗年幼時曾入私塾。
二十歲時，他前往印尼謀生；隨後，他習得並通曉馬來語與葡萄牙語。17世紀初，他前往位在爪哇島西部的萬丹經商。1619年夏，他自萬丹帶領一批華人前往巴達維亞開發；同年10月，荷蘭東印度公司總督顧恩任命他為當地首任華人甲必丹。隨後，他又被任命為地方推事，後又被選為執行官。
剛上任前後，他因感到當地華人居住環境不佳，向殖民當局購地，並委請眾華人修河堤、建房屋，方改善情況。後來，殖民當局又聘他為評政院議員，協助處理華人社群內部糾紛，並協調其與殖民當局關係。
1636年7月，他離職並計劃經臺灣返廈門，隨後滯留臺灣約三年；期間，他協助殖民當局向中國招攬漢人前往臺灣開墾。
1639年，他回到巴達維亞並續任原職。
1644年，他病逝於巴達維亞。

## 紀念

### 地點名稱
- 蘇鳴崗巷（印尼語：Gang Souw Beng Kong，位於雅加達）[2]

### 組織
- 甲必丹苏鸣岗基金会[3][4]

## 參看
- 印度尼西亞華人
- 峇峇娘惹
- 鄭芝龍